# 加林娜·维什涅夫斯卡娅
卡麗娜·帕夫洛芙娜·維許涅芙絲卡雅（俄语：Гали́на Па́вловна Вишне́вская，羅馬化：Galina Pavlovna Vishnevskaya，1926年10月25日—2012年12月11日），生於俄羅斯列寧格勒（今聖彼得堡），俄國歌劇女高音。

## 生平
1944年首次在輕歌劇中登場演出。